# Bad Sülze
Bad Sülze é uma cidade da Alemanha localizada no distrito de Vorpommern-Rügen, estado de Mecklemburgo-Pomerânia Ocidental.
Pertence ao Amt de Recknitz-Trebeltal.